# Psychotria solitudinum
Psychotria solitudinum là một loài thực vật có hoa trong họ Thiến thảo. Loài này được Standl. miêu tả khoa học đầu tiên năm 1940.

## Hình ảnh

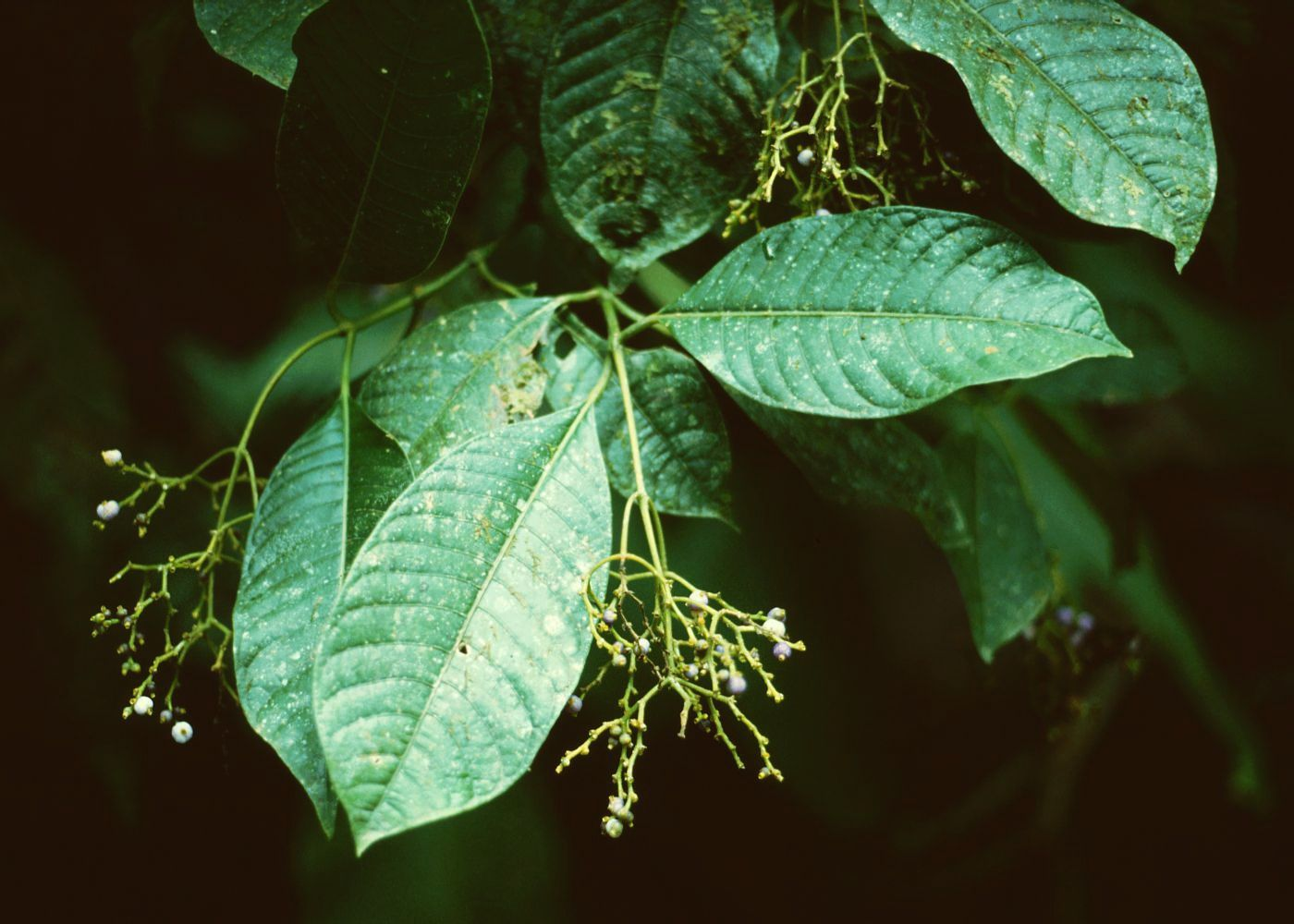
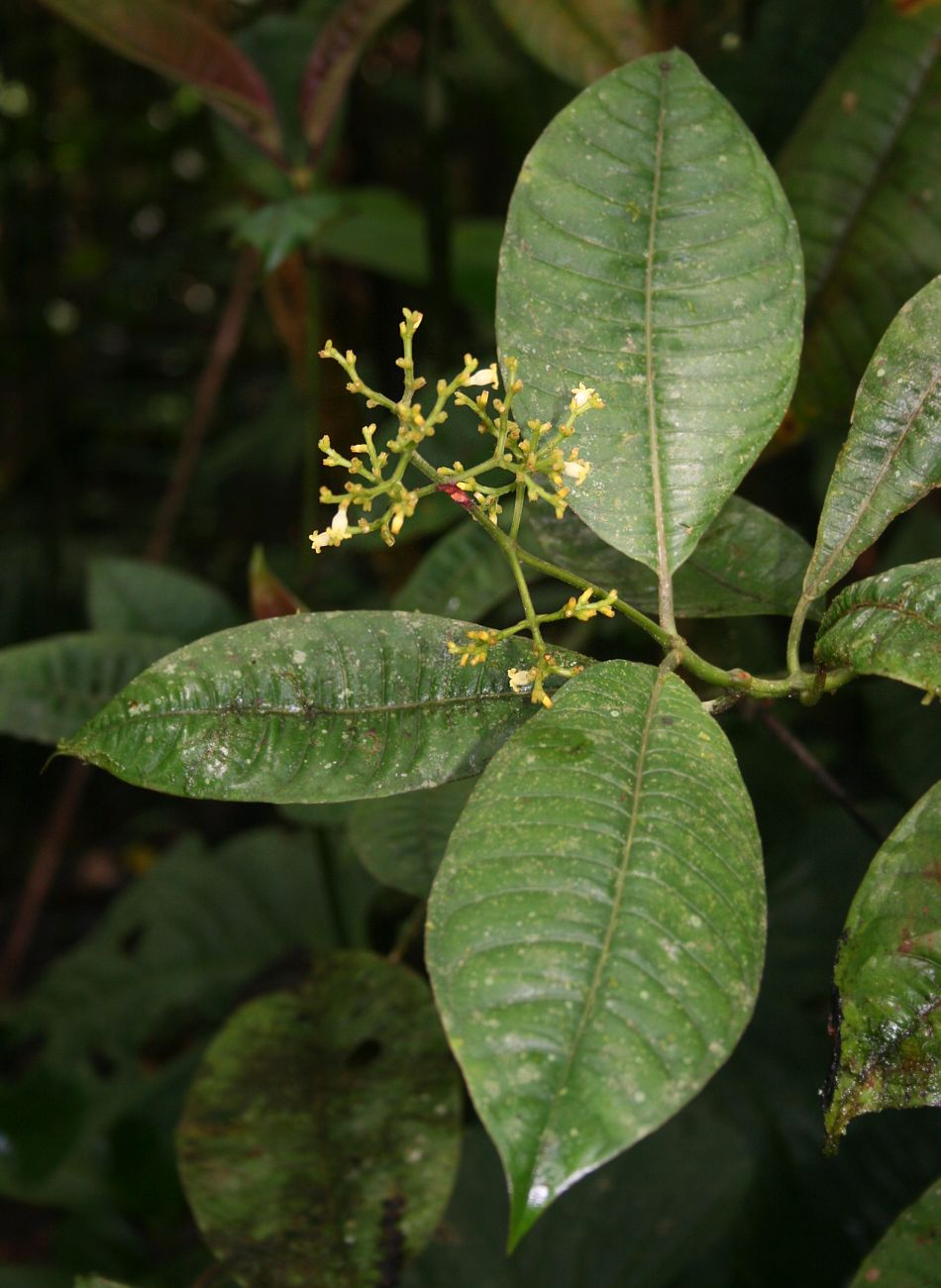
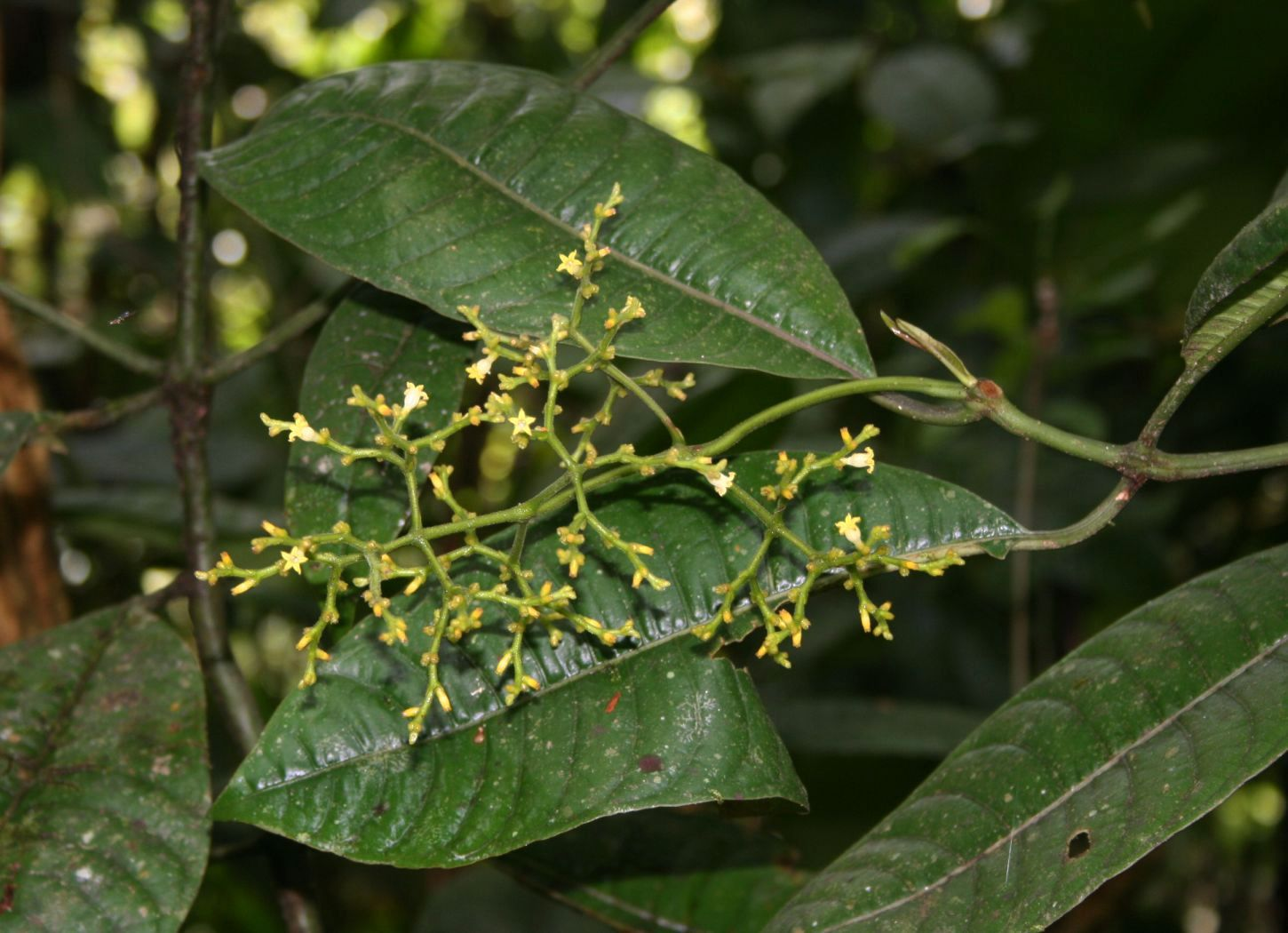
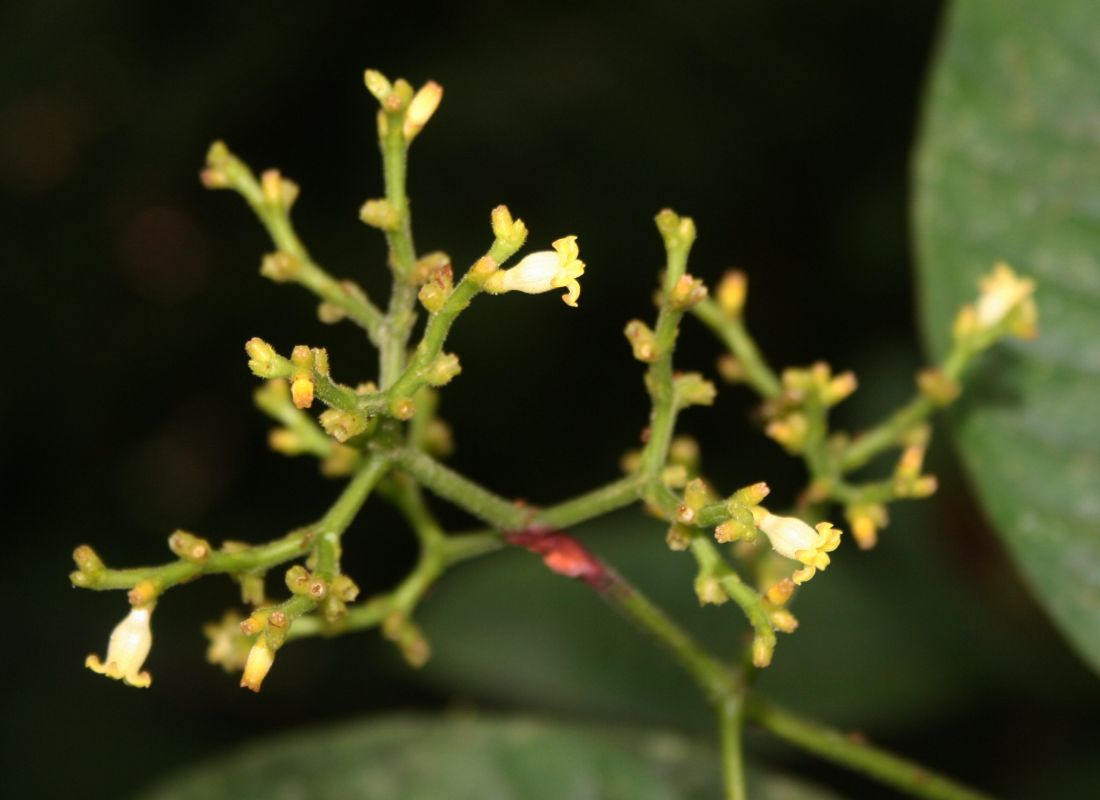